# Гавриш, Мария Фёдоровна
Мария Фёдоровна Гавриш (в замужестве — Фирсова) (укр. Марія Федорівна Гавриш (Фірсова), 12 июня 1931, Винница — 10 ноября 2001, Киев) — советская пловчиха. Участница летних Олимпийских игр 1952 года.

## Биография
Мария Гавриш родилась 12 июня 1931 года в городе Винница Украинской ССР (сейчас на Украине).
Начала заниматься плаванием в Виннице, переплывала реку Южный Буг, училась у пловцов местной водной станции «Динамо». С 1946 года тренировалась под началом Михаила Солодаря. В том же году выиграла три золотых медали на соревнованиях школьников в Днепропетровске.
В 1947 году впервые участвовала в международных соревнованиях в Чехословакии. Тогда же стала четырёхкратной чемпионкой СССР среди девушек в плавании брассом и на спине.
Жила в Киеве. Выступала в соревнованиях по плаванию за киевское «Динамо». 13 раз становилась чемпионкой СССР на дистанциях 100 метров брассом (1950—1951), 200 метров брассом (1949—1955), 400 метров брассом (1950—1951), эстафете 3х100 метров комплексным плаванием (1951) и 4х100 метров комплексным плаванием (1953). Также на её счету три серебряных медали — на 100-метровке брассом (1949) и 200-метровке брассом (1956—1957). Была рекордсменкой Украинской ССР, 19-кратной рекордсменкой СССР на дистанциях 100 и 200 метров брассом и 100 метров баттерфляем. В 1951—1957 годах семь раз выигрывала соревнования на призы газеты «Комсомольская правда»  на дистанциях 100 и 200 метров брассом.
В 1952 году вошла в состав сборной СССР на летних Олимпийских играх в Хельсинки. В плавании на 200 метров брассом заняла 6-е место в финале, показав результат 2 минуты 58,9 секунды и уступив 7,2 секунды завоевавшей золото Эве Секей из Венгрии.
Мастер спорта СССР.
Впоследствии работала тренером. Была в числе пионеров ветеранских соревнований по плаванию в СССР. В 1989 году выступала на первом ветеранском чемпионате СССР в Киеве. До 1991 года четырежды выигрывала чемпионат СССР, дважды устанавливала рекорды Советского Союза на дистанциях 50 и 100 метров брассом. После получения Украиной независимости продолжала участвовать в турнирах, но преимущественно в Киеве. В 1992—1993 годах стала четырёхкратной чемпионкой Украины среди ветеранов, рекордсменкой страны, не раз выигрывала турнир Кубок «Киева».
Умерла 10 ноября 2001 года в Киеве.

## Память
5 января 2016 года в Виннице именем Марии Гавриш названа улица в районе Пятничаны, где родилась спортсменка (ранее улица Белинского).